# Лебежаны
Лебежа́ны (бел. Лебяжаны) — деревня в Барановичском районе Брестской области Белоруссии. Входит в состав Новомышского сельсовета. Население — 29 человек (2019).

## География
Находится в 15 км по автодорогам к северо-западу от Барановичей и в 5 км к северо-северо-западу от центра сельсовета, деревни Новая Мышь, связана с ними автобусным сообщением. По территории деревни протекает река Лебежанка. Имеется кладбище.

## История
Обозначена на карте Шуберта первой половины XIX века. В 1884 году — деревня и одноимённый фольварк в Новомышской волости Новогрудского уезда Минской губернии, 10 дворов. С 1890 года действовало народное училище. В 1909 году — деревня (29 дворов, 255 жителей) и имение (6 дворов, 65 жителей) той же волости.
С 1921 года в составе межвоенной Польши, в гмине Новая Мышь Барановичского повета Новогрудского воеводства. По переписи 1921 года в деревне проживало 104 человека (49 мужчин, 55 женщин) в 18 жилых зданиях, все белорусы (по вероисповеданию — православные), а в одноимённом фольварке — 20 человек (9 мужчин, 11 женщин) в 2 жилых зданиях, из них 16 белорусов и 4 поляка (16 православных и 4 римских католика).
С 1939 года в составе БССР. С 15 января 1940 года в Новомышском районе Барановичской, с 8 января 1954 года Брестской области, с 8 апреля 1957 года в Барановичском районе. С конца июня 1941 до 8 июля 1944 года была оккупирована немецко-фашистскими захватчиками. На фронтах войны погибло девять сельчан.
До недавнего времени действовал магазин. До 26 июня 2013 года деревня входила в состав Тешевлянского сельсовета.

## Население
На 1 января 2023 года в деревне проживало 42 человека в 26 хозяйствах, из них 27 в трудоспособном возрасте и 15 старше трудоспособного возраста.
| Численность населения (по переписи) | Численность населения (по переписи) | Численность населения (по переписи) | Численность населения (по переписи) | Численность населения (по переписи) | Численность населения (по переписи) | Численность населения (по переписи) | Численность населения (по переписи) |
| 1909                                | 1921                                | 1939                                | 1959                                | 1970                                | 1999                                | 2009                                | 2019                                |
| ----------------------------------- | ----------------------------------- | ----------------------------------- | ----------------------------------- | ----------------------------------- | ----------------------------------- | ----------------------------------- | ----------------------------------- |
| 320                                 | ↘124                                | ↗217                                | →217                                | ↘193                                | ↘88                                 | ↘53                                 | ↘29                                 |

## Достопримечательности
- Братская могила советских воинов. В центре деревни. Похоронены 52 воина (все известны), погибших в 1941 и 1944 годах в боях с немецко-фашистскими захватчиками. В 1960 году на могиле установлен памятник — скульптура скорбящей женщины[9].